# Anzacia simoni
Anzacia simoni är en spindelart som beskrevs av Roewer 1951. Anzacia simoni ingår i släktet Anzacia och familjen plattbuksspindlar. Inga underarter finns listade i Catalogue of Life.